# Yves Duteil
Pour les articles homonymes, voir Duteil.
Yves Duteil, né le 24 juillet 1949 à Neuilly-sur-Seine, est un chanteur et auteur-compositeur-interprète français.
Il est l’auteur de nombreuses chansons, dont La Langue de chez nous et Prendre un enfant, élue meilleure chanson française du XXe siècle, selon le mensuel Notre temps.

## Biographie

### Famille et origines familiales
Yves Duteil est le fils de Robert Duteil (1904-1998), agent import-export, et de Brunette May (1914-1973), bijoutière.
Yves Duteil est le petit-fils d'Eugène Jules Deutsch (1865-1953) et d'Alice Pauline Hadamard (1875-1965). Jules Deutsch obtient le 10 février 1920 par ordonnance du président du tribunal civil de la Seine que son nom soit remplacé par Duteil. Ses grands-parents maternels, Henry et Jeannette May, tenaient la bijouterie « Au carillon d'or » avenue Secrétan dans le 19e arrondissement de Paris.
Yves est le petit-neveu du capitaine Dreyfus, à qui il a consacré une chanson (Dreyfus) sur l'album Touché.
Il dit dans une interview à Réforme : « Je suis né dans une famille juive qui m’a baptisé. Je n’ai pas reçu d’éducation religieuse, mais ce baptême de complaisance a laissé une empreinte. »
Yves Duteil se marie à la mairie de Franconville (Val d'Oise)  le 28 juin 1975 avec Noëlle Léonore Mallard ; il a une fille, Martine, et un petit-fils, Toussaint,,,.
Plusieurs membres de sa famille, dont Francis Dreyfus et Avrom Dreyfus, sont très impliqués dans la création musicale, aux maisons de disques Dreyfus et Polygram, et EMI France,.

### Carrière musicale
Yves Duteil commence son éducation musicale par l'apprentissage du piano avant de découvrir la guitare à l'adolescence. Après son bac, il étudiera – très brièvement – le droit avant de s'orienter vers la musique, en intégrant le Petit Conservatoire de la chanson de la chanteuse Mireille.
Son premier titre sort en 1972, Virages, chanson écrite pour Madeleine Gruaist, sa compagne de l'époque (non créditée sur le site de la SACEM). Virages est marqué par les premières parties de Régine à Bobino ou de Juliette Gréco à L'Olympia. C'est un concours, organisé dans le cadre du Festival International de la Chanson Française de Spa en Belgique, qui va lancer sa carrière en 1974 puisque Duteil y remporte les Prix du public et de la meilleure chanson. Dans la foulée, le chanteur sort L'écritoire. En 1976 sort J'attends, son deuxième album pour lequel le chanteur se voit remettre les prix « Jeune Chanson » du Haut Comité de la langue française. Deux nouveaux prix l'attendent, celui de l'Académie Charles-Cros et du Secrétariat à la Culture.
Un an plus tard son troisième opus est bouclé et s'intitule Tarentelle (1977). De cet album sont extraits trois titres à succès, parmi lesquels la chanson la plus emblématique d'Yves Duteil, Prendre un enfant. C'est un artiste au sommet qui part à la rencontre de son public en 1978, marqué par un concert au Théâtre des Champs-Élysées.
En 1981, Yves Duteil a créé les Éditions de l'Écritoire, devenant ainsi son propre producteur.
En 1983, il sort l'album Statue d'Ivoire et reçoit l'insigne de Chevalier des Arts et Lettres. Yves Duteil revient en 1985 avec La Langue de chez nous. La chanson-titre obtient une médaille d'argent de l'Académie Française ainsi qu'un trophée de la meilleure chanson française décerné par la SACEM.
L’Académie française lui décerne le prix Henry-Jousselin en 1986 pour l'ensemble de ses chansons.
Sa chanson Prendre un enfant a été élue meilleure chanson française du XXe siècle, selon le mensuel Notre temps  en 1987 et est arrivée en 1988 en tête d'un sondage organisé par la SACEM, RTL et Canal+, visant à déterminer le hit-parade des plus belles chansons du siècle.
En 1990, il est nommé Chevalier dans l'Ordre national du Mérite, puis officier en 2001 et, en 1996, Chevalier dans l'ordre de la Légion d'honneur.
Il s'illustre lors des Jeux olympiques d'Albertville en 1992 en signant La fleur de l'impossible, chanson choisie par le Comité Olympique pour les Jeux d'hiver.
Il est également membre du comité de parrainage de la Coordination française pour la Décennie de la culture de paix et de non-violence.
En 1997, il reçoit le grand prix de la SACEM (Auteur-Compositeur-Interprète). Le chanteur sort un nouveau disque très engagé, Touché, sur lequel on retrouve notamment les titres Dreyfus aux côtés de La Tibétaine, écrite pour défendre Ngawang Sangdrol, prisonnière d'opinion au Tibet (arrêtée à l’âge de 11 ans et condamnée à 24 ans de prison, elle est à présent libérée), et Grand-Père Yitzhak, écrite pour Yitzhak Rabin.
En 2009, au moment du lancement de son album (fr)agiles au Québec, l'éditeur musical québécois Jehan V. Valiquet devient, avec sa maison d'éditions Musinfo, le représentant exclusif du catalogue d'Yves Duteil au Québec et au Canada.
Cette même année, Yves Duteil sort son premier DVD de son spectacle (fr)agiles, enregistré au Théâtre Déjazet à Paris.
Le 17 juin 2015, Yves Duteil intègre le conseil d'administration de la SACEM.
En 2018, Yves Duteil sort un nouvel album, Respect, né en partie à la suite des attentats de novembre 2015. Un spectacle à L'Alhambra à guichet fermé et au Théâtre de la Tour Eiffel de Paris suivra la sortie de l'album ainsi qu'une tournée à travers toute la France, la Belgique et le Canada.
Yves Duteil reçoit le grand prix 2018 de la société des poètes français. En tournée au Canada au moment de la réception du prix, c'est Roland Duteil, son frère, ainsi que son beau père, Jean Mallard, Le passeur de lumière, qui seront présents pour recevoir cette distinction. Au même moment, Yves Duteil est reçu par Justin Trudeau, Premier Ministre du Canada, à la chambre des députés pour un hommage à la langue Française. Sa chanson, La langue de chez nous, écrite en 1985 pour Félix Leclerc et qui rend hommage au Québec, est devenue un énorme succès Outre-Atlantique.
Le 6 mai 2021, sort son dix-huitième album studio, Chemins de liberté, faisant écho à un ouvrage publié en parallèle.

## Engagement civique
Depuis le début de sa carrière, Yves Duteil parraine de nombreuses associations, comme Petits Princes qui réalise les rêves d'enfants malades.
Il est le parrain de l'association Votre école chez vous, qui propose une scolarité  complète à domicile pour les enfants malades ou handicapés.
Il est membre d'honneur de l'association Alliance Anticorrida, qui œuvre pour la protection des mineurs, la suppression des blessures et mutilations infligées aux animaux utilisés au cours de spectacles taurins et l'abolition des corridas.
Il est de 1989 à 2014 maire, sans étiquette mais à tendance centre droit, de la commune du Précy-sur-Marne en Seine-et-Marne. Il reçoit en juin 1992 une Marianne d'Or, récompensant les meilleurs maires de France. En 2014 il  décide, pour des raisons personnelles, de ne pas briguer un nouveau mandat.
L'école communale porte désormais le nom d'Yves et Noëlle Duteil, après 25 années aux responsabilités du village.
En 1995, il s'engage en faveur de Jacques Chirac lors de l'élection présidentielle. Les Guignols de l'info l'ont alors caricaturé, sa marionnette faisant l'objet de nombreux sketches, au cours desquels il chante les louanges du futur président de la République.
Depuis 2006, il est membre du Comité de parrainage de l'Institut Régional du Cinéma et de l'Audiovisuel - Corse (IRCA) présidé par le réalisateur Magà Ettori.
Yves Duteil est également le président de l'Association APRES (Assistance aux Populations et Réhabilitation des Espaces Sinistrés) qu'il a fondée avec son épouse, Noëlle Duteil. APRES a construit l'école Apres School, une école en résidence située au sud de Pondichéry (Tamil Nadu, Inde). Elle offre un nouvel avenir aux enfants les plus défavorisés des castes intouchables et leur permet d'accéder à l'enseignement. Martine et Lionel Mallard, frère de Noëlle Duteil, gèrent l'école sur place tandis que l'Association APRES collecte les dons. En 2017, Apres School est intégrée à Vudhavi Karangal.

## Discographie

### Albums studio
- 2021 : Chemins de liberté (Les chansons du livre) (4 CD Bayard Musique 75 titres, inclus 15 versions inédites studio ou live)

### Albums en public
- 1978 : En public (2 LP EMI + réédition numérique sur les plateformes)
- 1982 : L'Olympia (3 LP EMI + VHS)
- 1988 : Côté scène - Olympia (2 LP EMI + édition en 2 CD EMI)
- 1991 : Au Zénith (Double CD EMI + réédition 1 CD sous le titre En public Columbia)
- 1993 : Lignes de vie (VHS avec extraits live du Casino de Paris 1993)
- 2001 : Tournée acoustique (Double CD)
- 2009 : Yves Duteil au Théâtre Déjazet - spectacle (fr)agiles (DVD)
- 2024 : Aux Folies Bergères (Live 2023)

### Compilations
- 1980 : Yves Duteil chante pour les enfants (LP EMI, inclus 3 inédits L'Opéra, John et Fais-moi des ailes)
- 1986 : Pour les enfants album 2 (LP EMI, inclus 2 inédits Le pays des mots d'amour et Le royaume des éléphants)
- 1989 : Vos préférences… (27 titres LP et CD EMI)
- 1989 : L'intégrale Yves Duteil (compilation coffret 5 CD EMI) (réédition 6 CD en 1991 avec l'album Blessures d'enfance)
- 1991 : Une voix, un cœur (coffret 5 CD ou coffret de 8 disques vinyle Éditions du Reader's Digest)
- 1994 : Entre elles et moi (CD Columbia avec quelques inédits en duo avec Liane Foly, Véronique Sanson, Rose Laurens…)
- 1996 : Pour les enfants (CD BMG, inclus de nouvelles versions des titres EMI)
- 1997 : Correspondances (Long-box 4 CD BMG, inclus de nouvelles versions des titres EMI)
- 1998 : Ses 40 plus belles chansons (Double CD BMG, inclus 2 inédits Un ami est parti et Lorsque j'étais dauphin)
- 2000 : Virages (Long-box 4 CD EMI, les 4 premiers albums d'Yves Duteil)
- 2002 : L'essentiel (12 titres - EMI)
- 2002 : Yves Duteil chante les enfants (1re compilation 30 années de chansons)
- 2003 : Yves Duteil chante pour elle (2e compilation 30 années de chansons)
- 2003 : Yves Duteil par cœur (compilation TF1, inclus de nouvelles versions de Virages, Dreyfus et La tibétaine)
- 2004 : Yves Duteil chante l'air des mots (3e compilation 30 années de chansons, inclus un inédit Moi je refuse)
- 2004 : Un autre regard - 30 ans de chansons (coffret 6 CD regroupant les 3 compilations 30 années de chansons)
- 2008 : Dans l'air des mots - Anthologie 101 chansons (coffret 6 CD Bayard Musique)
- 2010 : Un chemin de chansons (Les Éditions de l'Écritoire)
- 2010 : Mes escales (2 CD Bayard Musique)
- 2011 : Intimes Convictions (Best of 3 CD EMI)
- 2013 : Ses meilleures chansons (EMI)
- 2014 : De l'île d'Orléans jusqu'à la contrescarpe : Anthologie de ses plus belles chansons (Les productions Martin Leclerc)
- 2015 : L'Essentiel  (2 CD Egt)
- 2023 : Chemin d'écriture (intégrale, 370 chansons en 16 CD), Bayard Musique

### Divers
- 1972 : Virages/Remets ta montre à l'heure (45t EMI)
- 1973 : J'ai fait le chemin à l'envers/Un vrai paradis (45t EMI)
- 1973 : En te quittant/Les mots (45t EMI)
- 1974 : Quand on est triste/Marie merveille, Marie bonheur (45t EMI)
- 1974 : La plus belle histoire (LP album collectif. Yves y interprète trois titres : Les temps viendront, La création du monde, Lazare)
- 1979 : L'adolescente (duo avec Jeanne Moreau)/Valse du 14 juillet (instrumental) (45t EMI)
- 1981 : Je voudrais faire cette chanson (chanson écrite et composée pour Fabienne Thibeault. LP Fabienne Thibeault)
- 1982 : Ma première chanson (LP album collectif. Yves y interprète La jungle s'amuse)
- 1982 : Les Saisons Grand-Père (45t EMI conte musical - livre-disque)
- 1982 : Berceuse pour Timothy (Face B 45t Brisby et le secret de Nimh, BOF interprétée par Svetlana)
- 1984 : Clémentine et Léon/Dans le coeur de Léonore (45t en public à l'Olympia)
- 1984 : La farandole/Lily (reprise de Pierre Perret) (45t EMI)
- 1985 : L'Univers musical d'Yves Duteil par Jean Musy (LP EMI versions instrumentales)
- 1986 : Ecris ta vie sur moi (chanson écrite pour Rose Laurens. LP/CD Ecris ta vie sur moi)
- 1988 : Pour quand tu t'éveilles (K7 accompagnant le livre Prendre un enfant)
- 1989 : Pour toi Arménie (45t, chanson caritative écrite par Charles Aznavour)
- 1989 : Liban (45t, chanson caritative)
- 1989 : Je suis née pour chanter (chanson écrite pour Mireille Mathieu. LP L'américain)
- 1992 : La Fleur de l'impossible (45t + CD single, chanson sélectionnée pour les Jeux olympiques d'Albertville)
- 1995 : Le petit Arthur (CD collectif. Yves y interprète L'enfant rebelle et C'est une histoire avec Fabienne Thibeault et Fabienne Marsaudon)
- 1995 : Mon voisin (reprise de Véronique Sanson. CD/DVD Comme ils l'imaginent)
- 1996 : Collection CD Les plus belles chansons françaises (reprises de chansons de Félix Leclerc, Georges Brassens, Boris Vian, etc.) (Éditions Atlas)
- 1997 : La Meuse (poème récité de Charles Péguy. Livre/CD de Charles d'Orléans à Charles Trenet)
- 1998 : Cancale (duo avec Jean-Pierre Marcellesi. CD Solu Mai)
- 1998 : Garde-moi la mer (chanson composée pour Allain Leprest. CD Nu)
- 1998 : Collection CD Ils chantent (reprises de chansons de Charles Aznavour, Jacques Brel, Serge Gainsbourg, etc.) (Éditions Atlas)
- 1999 : Coffret CD La chanson du siècle (reprises de chansons de Michel Polnareff, Michel Delpech, Maxime Le Forestier) (Éditions Reader's Digest)
- 2000 : Le bûcheron (version 2000. CD Autour de la guitare de Michel Aumont)
- 2000 : Nouveau monde (CD, chanson caritative)
- 2002 : Tous les droits des enfants (CD single pour faire connaître la convention internationale des droits de l'enfant)
- 2004 : Yves Duteil raconté aux enfants, par Jean-Paul Sermonte
- 2005 : Et puis la terre (CD single, chanson caritative co-écrite par Patrick Bruel)
- 2007 : Bravo et merci (chanson écrite pour Michel Fugain. CD Bravo et merci)
- 2008 : Maquisard(e)s - clip Musical - (Magà Ettori - Patrice Bernardini) - Worldino Productions - IRCA
- 2009 : Si j'étais ton chemin (CD 4 titres. Nouvelles versions acoustiques)
- 2012 : Je reprends ma route (CD single, chanson caritative en faveur de l'association Les voix de l'enfant)[22]
- 2013 : Prendre en enfant, version japonaise (compilation Prendre un enfant. Disponible sur les plateformes)
- 2016 : Marcher (duo avec Patrice Jania. CD D'un coup de vent)
- 2016 : Les rochambelles (chanson écrite pour le spectacle musical Un été 44. Interprété par Alice Raucoules, Barbara Pravi et Sarah-Lane Roberts)
- 2016 : Tôt ou tard (reprise de Sylvain Lelièvre. CD Salut Sylvain)
- 2016 : De la lune à ton balcon (duo avec Laura Gagné. Single disponible sur les plateformes)
- 2019 : J'ai appris (duo avec Frédéric Zeitoun. CD Duos en solitaire)
- 2019 : Tout va très bien Madame la Marquise (Album digital. Yves y interprète Tout va très bien Madame la Marquise et Les trois mandarins)
- 2020 : Les fées (duo avec M. Ribouldingue. CD Une balançoise sur la lune)
- 2021 : La vie sur ton visage (chanson composée pour Frédéric Zeitoun. CD J'aimerais)

## Filmographie

### Acteur
- 2016 : Faeryland de Magà Ettori : William

### Musique originale
- 2016 : Faeryland de Magà Ettori : chansons Lame de fond et La Chanson des Justes
- 2011 : La Marche de l'Enfant Roi de Magà Ettori : chanson Maquisardes (Magà Ettori / Patrice Bernardini).

## Publications
- La Langue de chez nous (Éditions Nathan - 1987) - Livre illustré pour les enfants, le texte de la chanson La Langue de chez nous, illustré par Christine Adam.
- Les mots qu'on n'a pas dits (Éditions Nathan - 1987) - Un recueil de textes de 96 chansons d'Yves Duteil, entre 1972 et 1987. Chaque texte est accompagné d'une note manuscrite d'Yves Duteil sur la genèse de la chanson.
- Prendre un enfant (Éditions Nathan - 1988) - Livre illustré pour les enfants - Une histoire écrite par Yves Duteil, illustrée par Yves Beaujard.
- Les Mots qu'on n'a pas dits (Collection Arc en poche - Éditions Nathan - 1988) - Un recueil de textes de 34 chansons d'Yves Duteil choisies spécialement pour les jeunes.
- Le Cirque (Éditions Nathan - 1990) - Livre illustré pour les enfants - Une histoire écrite par Yves Duteil, illustrée par Nicole Baron.
- Pour les enfants du monde entier (Éditions Nathan - 1991) - Livre illustré pour les enfants - Le texte de la chanson « Pour les enfants du monde entier », illustré par John Howe.
- Ma France buissonnière (Éditions de la Martinière - 1998) - Un livre de photographies accompagnées de nombreux textes d'Yves Duteil : bribes de chansons, poèmes, réflexions autour du français, de la Bretagne, des Cévennes, de l'Aquitaine… Une balade à travers la France par les chemins de traverse.
- Livre blanc pour y voir plus vert dans les forêts - Éditions Edisud - 1999 - Un livre qui reprend 75 propositions pour une meilleure prévention et une meilleure lutte contre les incendies de forêts. Un livre écrit à la suite de la création de l'association APRES (Association pour le reboisement des espaces sinistrés) et qui a inspiré le parlement français à adopter la nouvelle loi d'orientation forestière.
- Dans l'air des mots - 30 ans de chansons en images (Éditions de la Martinière - 2004)  (ISBN 978-2-7324-3123-9). Les textes de 102 chansons accompagnées de nombreuses photographies.
- Les Choses qu'on ne dit pas (Éditions de l'Archipel - 2006)  (ISBN 978-2-84187-784-3) - Un livre de lettres adressées aux gens qui sont chers à Yves Duteil : Barbara, Raymond Devos, Renaud, Véronique Sanson, et tous les anonymes qui ont croisé sa route ; mais aussi à des entités comme la terre, la politique, le chocolat, le métier de chanteur…
- La Petite Musique du silence, Éditions Médiaspaul, 2014 (Préface de Bertrand Révillion), Collection Grands Témoins  (ISBN 978-2-7122-1260-5).
- Et si la clef était ailleurs ? Editions Médiaspaul  2017, Collections Grands Témoins.
- Chemins de liberté, 2021, Éditions de L'Archipel.
- Chemin d'écriture, 2023, Éditions de L'Archipel. L'intégrale des textes de ses chansons.

## Reconnaissance et influence

### Reprises
Il est chanté par d'autres artistes, notamment Rose Laurens, Nana Mouskouri, Joan Baez, Rika Zaraï, Mireille Mathieu, Fabienne Thibeault, Allain Leprest, Michel Fugain, Stéphanie Hertel et Les Amis de Tous les Enfants du Monde.
En Allemagne, il est chanté en français et en allemand par Didier Caesar, chanteur belgo-allemand du quatuor Stéphane & Didier et Cie, qui a traduit en allemand ses chansons La tarentelle (Die Tarantella), La puce et le pianiste (Der Floh und der Pianist), Lucile et les libellules (Sibyll und die Libellen), Il me manquait toujours (Es fehlt mir immer noch) et Prendre un enfant (Nimm ein Kind an deine Hand). Cette dernière chanson avait déjà été reprise par Reinhard Mey en 2001 sous le titre Gib einem Kind deine Hand. Elle est également utilisée dans le film 37°2 le matin de Jean-Jacques Beineix, chantée par Vincent Lindon jouant le rôle d'un gendarme.

### Écoles à son nom
En France, en 2018, 30 établissements scolaires portent son nom, fait rarissime pour une personnalité de son vivant.